# Sadio Mané
Sadio Mané (n. 10 aprilie 1992, Bambali⁠(d), Regiunea Sédhiou, Senegal) este un fotbalist senegalez, care joacă pe post de atacant la Al-Nasr în Liga Profesionistă din Arabia Saudită. Pe plan internațional, are prezențe la națională pentru Senegal U23⁠(d) și Senegal.
Mané și-a început cariera în Ligue 2 din Franța, la clubul Metz, la vârsta de 19 ani, însă a părăsit echipa după un singur sezon și a ajuns la clubul austriac Red Bull Salzburg, în 2012, contra sumei de 4 milioane de euro. A câștigat cu gruparea din Salzburg titlul de campion al Austriei și Cupa Austriei, în sezonul 2013-14. În vara anului 2014, Mané s-a transferat la clubul englez Southampton, în schimbul sumei de 11,8 milioane de lire sterline. În Premier League, Mané a stabilit un record, pentru cel mai rapid hat-trick, reușind în doar 176 de secunde, într-o victorie cu 6–1 contra formației Aston Villa, în 2015.
În 2016, Sadio Mané a semnat un contract cu echipa Liverpool F.C., care l-a achiziționat pentru suma de 34 de milioane de lire sterline. Cu Liverpool, Mané a ajuns de două ori consecutiv în finala Ligii Campionilor, în 2018 și 2019, câștigând-o pe cea de-a doua. A fost de asemenea cel mai bun marcator al campionatului, în sezonul 2018-19, câștigând Gheata de Aur din Premier League. Tot în 2019, a ocupat locul patru în clasamentul pentru Ballon d'Or. În sezonul 2019-20, Mané a contribuit la câștigarea de către Liverpool a titlului de campioană în Premier League, după o pauză de 30 de ani.
În 2022, Mané a semnat un contract pentru trei sezoane cu Bayern München.
La echipa națională a Senegalului, Mané a marcat 19 goluri în 69 de selecții. A debutat în 2012 și se află pe locul opt într-un clasament all-time al celor mai buni marcatori din istoria primei reprezentative a țării sale. A participat cu Senegal la Jocurile Olimpice din 2012 și la Cupa Africii pe Națiuni, edițiile din 2015, 2017 și 2019, la ultima dintre ele, Senegal ajungând până în finală. În 2020, a fost numit Fotbalistul African al Anului. În 2022, a contribuit la câștigarea de către Senegal a Cupei Africii, transformând penaltiul decisiv în finala contra Egiptului.
Actual Mané este și patronul clubului din Franța Bourges Foot 18 care în acest moment evoluează în National 2.